# NGC 1452
NGC 1452 este o galaxie spirală situată în constelația Eridanul. A fost descoperită în 6 octombrie 1785 de către William Herschel. Se află la o distanță de 23,33 de megaparseci de Pământ.